# Harald Lehniger
Harald Lehniger (* 10. Dezember 1947) ist ein deutscher Badmintonspieler.

## Karriere
Harald Lehniger gewann bei der DDR-Studentenmeisterschaft im Badminton 1971 Bronze im Herreneinzel, wobei er für die Ingenieurschule für Elektrotechnik Velten antrat. Bei den DDR-Meisterschaften des gleichen Jahres erkämpfte er sich seinen größten sportlichen Erfolg, für seinen Heimatverein TSG Fürstenwalde startend, als er Bronze im Mixed mit Heidemarie Apitz gewann. Es war letztendlich die erste und einzige Medaille, die je für Fürstenwalde bei DDR-Meisterschaften der Erwachsenen erkämpft wurde. In der DDR-Oberliga im Badminton spielte er in der Saison 1970/71 für den TSG Fürstenwalde sowie in der Saison 1971/72 und Saison 1973/74  für EBT Berlin.

## Sportliche Erfolge
| Saison    | Veranstaltung                   | Disziplin    | Platz | Name |
| --------- | ------------------------------- | ------------ | ----- | --- |
| 1970/1971 | DDR-Oberliga                    | Mannschaft   | 8     | TSG Fürstenwalde (Harald Lehniger, Eberhard Türschmann, Manfred Hübner, Eberhard Hübner, Detlef Kleefeld, Klaus Runge, Regina Ladsick, Monika Freese, Heidemarie Apitz)                 |
| 1971      | DDR-Meisterschaft 1971          | Mixed        | 3     | Harald Lehniger / Heidemarie Apitz |
| 1971      | DDR-Studentenmeisterschaft 1971 | Herreneinzel | 3     | Harald Lehniger |
| 1971/1972 | DDR-Oberliga                    | Mannschaft   | 4     | EBT Berlin (Harald Lehniger, Detlef Sprenger, Wolfgang Bartz, Christel Kopatz, Lothar Diehr, Hans Abraham, Klaus Schröter, Gerd Migdal, Edeltraud Flechner, Gudrun Kraus, Margit Maehs) |
| 1973/1974 | DDR-Oberliga                    | Mannschaft   | 4     | EBT Berlin (Harald Lehniger, Wolfgang Bartz, Armin Balke, Werner Dornbusch, Lothar Diehr, Dieter Braun, Thilo Gottschlag, Schöneberg, Edeltraud Flechner, Dagmar Tröße)                 |